# Alpha-Propiolactone
L'α-propiolactone ou 2-méthyl-α-lactone est un composé organique de la famille des lactones avec un cycle à 3 atomes. C'est un produit stable qui peut être obtenu de l'anion 2-bromo-propanoate, CH3CHBrCOO−. C'est aussi un intermédiaire dans la décomposition de l'acide 2-chloro-propanoïque en phase gazeuse.
L'α-propiolactone est chirale. En effet, l'atome de carbone 3 qui porte le méthyl est asymétrique et donc l'α-propiolactone se présente sous la forme de deux énantiomères:
- (3R)-α-propiolactone ou (2R)-2-méthyl-α-lactone
- (3S)-α-propiolactone ou (2S)-2-méthyl-α-lactone

L'α-propiolactone réagit avec les nucléophiles comme l'ion hydroxyde qui ouvrant le cycle produit l'anion lactate (2-hydroxy-propanoate).